# Laos (Marcellina)
Pour les articles homonymes, voir Laos.
Laos, ou Laüs (grec ancien : Λᾶος; italien : Laos), était une colonie grecque d'Italie du sud, située sur la rive sud de l'embouchure du fleuve Lao sur la côté tyrrhénienne. Fondée probablement vers 510 av. J.-C. par les rescapés de la destruction de Sybaris, à l'emplacement actuel de la fraction de Marcellina de la commune de Santa Maria del Cedro, sur la colline de San Bartolo, la ville fut probablement conquise par les Lucaniens entre la fin du Ve siècle et le début du IVe siècle av. J.-C., comme en témoigne l'affrontement de 389 av. J.-C. dont l'enjeu est la reconquête de la cité.
Le site antique de Laos est connu par de nombreuses fouilles réalisées par le Centre Jean Bérard, la Surintendance Archéologique de Calabre, et l'Université de Salerne, ayant mis au jour le rempart hellénistique, ainsi qu'une trame urbaine orthogonale organisée autour d'une plateia et de plusieurs stenopoi, ainsi que par des prospections pédestres et géologiques dans le territoire environnant, menées par l'Université de Paris 1 Panthéon - Sorbonne et l'Université de Salerne.

## Histoire
La cité de Laos - Λάος en Grec signifiant « peuple / petit peuple / masse d'homme assemblée », par opposition au démos, le peuple comme institution politique - fut fondée à la fin du VIe siècle av. J.-C. par les habitants rescapés de la destruction de Sybaris. Cette dernière avait en effet été rasée de fond en comble à la suite d'une guerre avec la cité voisine de Crotone.
Le site originel de la fondation de Laos est à l'heure actuelle inconnu : probablement situé au bord du fleuve Lao aux origines, la ville s'est déplacée et fut reconstruite au IVe siècle sur la colline de San Bartolo, peut-être après sa prise par les Lucaniens. La forte baisse du niveau marin et l'ensablement alluvial de la vallée du Lao et de la plaine littorale ayant enseveli les niveaux du paysage antique sous 4 m de sédiments, il serait à l'heure actuelle impossible d'accéder à un éventuel site archaïque.
La conquête de Laos par les Lucaniens semble assurée par le massif affrontement dont Laos est l'enjeu en 389 av. J.-C. ; au cours de cette guerre, les habitants de Thourioi, fondée quelques décennies auparavant par Athènes, dépêchent un fort contingent d'hoplites pour libérer la cité des Lucaniens, mais ils sont balayés par une escarmouche impliquant probablement un fort effectif de cavaliers italiques, précipitant la phalange hoplitique vers le rivage, où croise alors une flotte sicilienne refusant de leur porter assistance.
Dès lors, la cité semble être un verrou important du territoire tyrrhénien des Lucaniens, établis par ailleurs à Paestum / Poséidonia depuis les années 420. Strabon, à l'époque augustéenne, explique d'ailleurs que le fleuve Lao marque la frontière méridionale de la Lucanie,. Pline, dans son histoire naturelle dit que de son propre temps, la cité de Laos était déjà abandonnée.

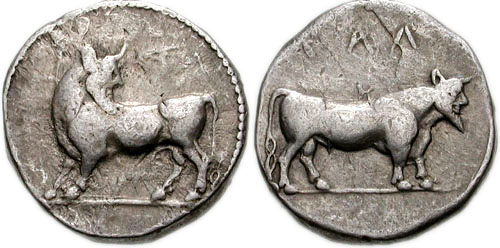
Monnaie en argent de Laos. Vers 490/80-470 av. J.-C.

## Fouilles
Les premières fouilles eurent lieu dans les années 1930, à l'occasion de la construction du chemin de fer longeant la mer tyrrhénienne et reliant Naples à Reggio Calabria. La nécropole de Laos fut découverte en contrebas de la colline de San Bartolo, à l'emplacement du village actuel de Marcellina. La sépulture la plus notable de cette nécropole fut découverte en 1961, à proximité de la gare ferroviaire : cette dernière, de la seconde moitié du IVe siècle av. J.-C. contenait plusieurs dizaines de vases à figures rouges italiotes, ainsi qu'une cuirasse anatomique en bronze, exceptionnelle par sa facture et décorée d'un relief du dieu Pan, actuellement conservée au musée archéologique national de Reggio Calabria.